# بئر بوحوش
بئر بوحوش (به عربی: بئر بوحوش) یک شهرداری در الجزایر است که در استان سوق اهراس واقع شده‌است.